# Campo de Concentração de Ebensee
Ebensee era um subcampo do campo de concentração de Mauthausen, estabelecido pela Schutzstaffel (SS) para construir túneis para armazenar armamentos perto da cidade de Ebensee, na Áustria, em 1943. Ebensee teve um total de 27.278 presos do sexo masculino entre 1943 e 1945. Entre 8.500 e 11.000 prisioneiros morreram em Ebensee, a maioria de fome ou desnutrição. O subcambo recebia muitos presos políticos, e os prisioneiros vinham de diversos países. As condições para à vida eram precárias e, junto com a falta de comida, a exposição ao frio, e o trabalho forçado, a sobrevivência era difícil. As tropas americanas, da 80ª Divisão de Infantaria, libertaram o campo em 6 de maio de 1945.
Casas residenciais foram construídas no local do campo, e um cemitério memorial foi criado na região. Um túnel memorial, aberto em 1994, e o Museu de História Contemporânea de Ebensee, criado em 2001, fornecem informações sobre o campo aos visitantes.

## Construção
A construção do subcampo de Ebensee começou no final de 1943, e os primeiros prisioneiros chegaram em 18 de novembro de 1943, vindos do campo principal de Mauthausen e outros subcampos. O principal objetivo da Ebensee era prover mão de obra escrava para a construção de grandes túneis nos quais armamentos operacionais seriam alocadas, a salvo de bombardeios. Um dos túneis foi usado como refinaria de petróleo. A SS usava vários codinomes para se referir a eles: Kalk (em português: calcário), Kalksteinbergwerk (em português: mina de calcário), Solvay e Zement (em português: concreto) para esconder a verdadeira natureza do subcampo.
Foram enviados para Ebensee 27.278 presidiários do sexo masculino. Entre 8.500 e 11.000 destes prisioneiros morreram no campo. Os judeus eram cerca de um terço dos internos. Os outros internos eram da Rússia, Polônia, Tchecoslováquia, Hungria, Iugoslávia, França, Itália e Grécia. Ciganos também foram enviados ao campo. A maioria eram presos políticos. Mauthausen recebeu a classificação mais severa de campos de concentração, depois que Reinhard Heydrich decretou que eles fossem classificados, em 1941. A taxa de mortalidade nos campos do grupo de Mauthausen foi três vezes maior do que a dos outros campos. :258
Georg Bachmeier foi o primeiro comandante do campo, mas só ocupou esta posição por algumas semanas. Anton Bentele, ou Bendele, foi o comandante seguinte, até o início de 1944, quando o Obersturmführer Otto Reimers tornou-se comandante do campo. Relatos de prisioneiros contam que Reimers espancou, torturou e assassinou prisioneiros. Depois de atirar em cerca de oito prisioneiros, quando estava bêbado, Reimers foi rebaixado, e transferido para os serviço postal do campo de concentração de Gusen. Anton Ganz o substituiu. Um prisioneiro sobrevivente descreveu Ganz como "brutal, arbitrário, ditatorial e arrogante". :14–16 Harrmann Pribill, um SS Unterscharführer, gerenciava o trabalho e determinava os grupos de trabalho. :16

## Condições

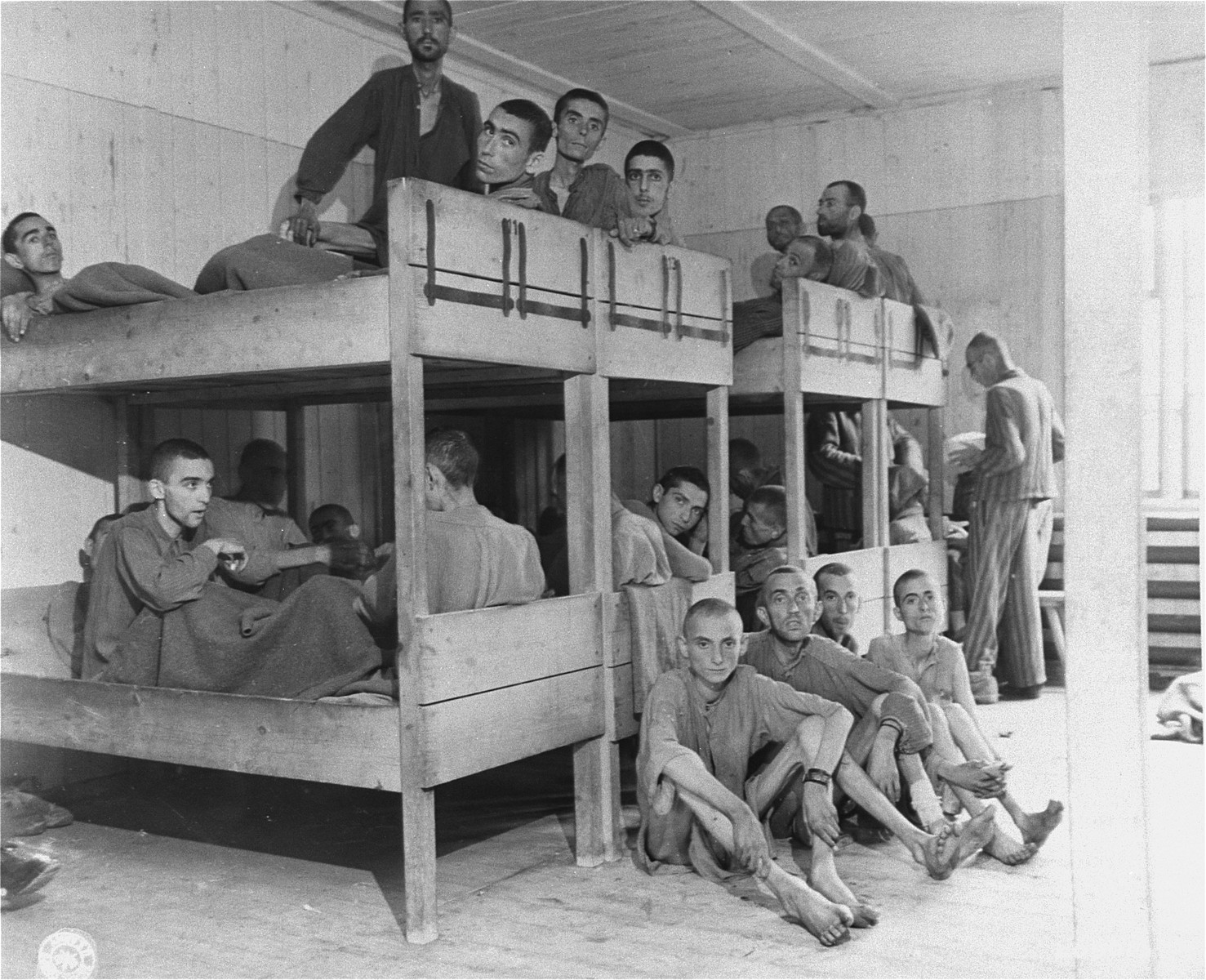
Sobreviventes judeus na enfermaria de Ebensee.

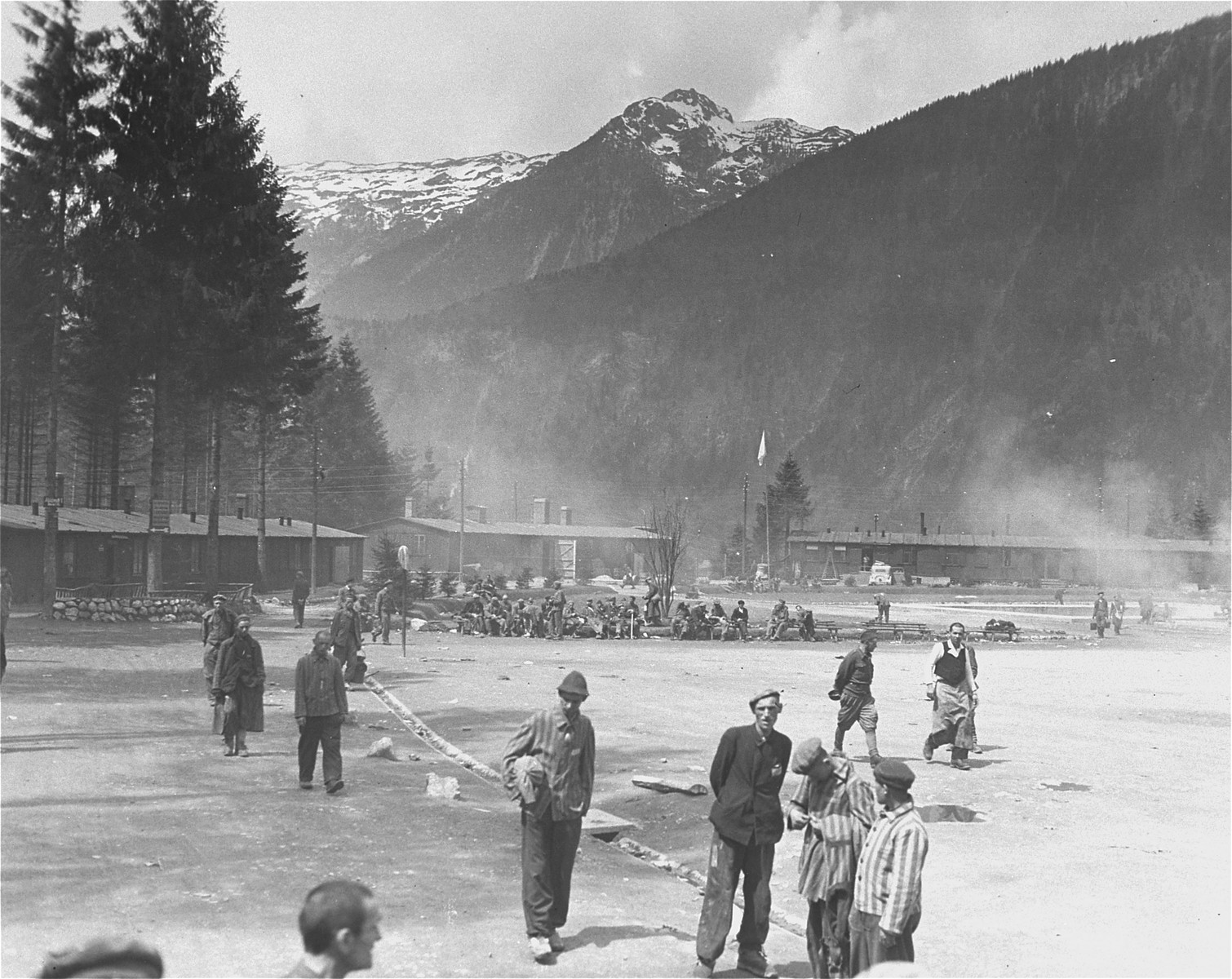
Imagem de Ebensee.

Os prisioneiros trabalhavam em turnos de 11 horas, a menos que estivessem trabalhando nos túneis, onde os turnos eram de 8 horas. :20 Havia infestação de piolhos no campo, e a serragem dos colchões causava sofrimento aos prisioneiros. :17 As rações alimentares consistiam em café, no café da manhã, água quente com batatas estragadas, no almoço, e um pedaço de pão com água, no jantar. A fome era constante. O trabalhos dentro do campo eram menos extenuantes do que os trabalho fora do campo.:18–19
Várias empresas foram contratadas para supervisionar o trabalho de construção dos túneis, incluindo Dywidag, Hinteregger und Fischer, Stuag, Fohmann, Holzmann und Polensky, Wiener Brückenbau, Dr. Müller, Heckmann und Langen, Universale Bau AG., Rella & Co., Hofmann und Maculan, Walther, Grossdeutche Schachtbau, Fröhlich und Klüpfel, H. Koppers, Siemens Schukkert, Siemens Bauunion, Beton und Monierbau, Ferrobetonit, Latzel und Katscha, Swietelsky, Brandl, Roth, Hitler e Herbsthofer. Essas empresas forneciam trabalhadores civis que supervisionavam vários prisioneiros no trabalho. A SS, para agradar as empresas, buscava fornecer-lhes o número de presos que eram solicitados, mesmo que alguns destes presos estivessem morrendo. :20 Soldados da SS e prisioneiros, chamados Kapos, também supervisionavam prisioneiros, utilizando vários graus de brutalidade para manter a ordem. :20
Em uma entrevista oral, o sobrevivente do campo Max Moneta,relatou que os quartéis não tinham aquecimentos, e que as refeições eram servidas em intervalos irregulares. Não havia banheiros para banhos, e os piolhos eram comuns. Os presos que trabalhavam no turno da noite eram impedidos de dormir, nos barracões, durante o dia. Moneta contou que outros prisioneiros não judeus discriminavam os prisioneiros judeus. O ex-prisioneiro Serge de Moussac também recorda que os judeus húngaros tinham longas jornadas de trabalho, e sofriam com abusos brutais de Anton Ganz. :19 Na enfermaria judaica do campo, 1.503 prisioneiros judeus foram registrados. Destes, 95% morreram de "fome e doenças resultantes da desnutrição". :266 Enquanto cerca de um terço dos prisioneiros padeciam com a fome constantemente, uma pequena parcela, entre 7% e 8% dos prisioneiros, trabalhavam em empregos regulares dentro do campo, tendo acesso à roupas e mais oportunidades para conseguir comida. Prisioneiros políticos com educação formal eram postos em funções administrativas, e os presos criminais tinham posições de destaque no autogoverno da prisão. :19; 22 A taxa de mortalidade dos prisioneiros italianos em Ebensee foi de 53%; após a queda de Mussolini em 1943, os italianos foram marcados como traidores. Os prisioneiros judeus tinham uma taxa de mortalidade de quase 40%. A nacionalidade com menor taxa de mortalidade foi a espanhola, com 0,9%. :31–32
À medida que os exércitos dos Aliados se aproximavam dos territórios dominados pelos nazistas, prisioneiros de outros campos eram enviados para Ebensee, e não havia comida suficiente para alimentar a todos. Em maio de 1944 cerca de 15% dos presos estavam oficialmente doentes, mas, em maio de 1945, pouco antes da libertação, quase metade dos presos padeciam de alguma doença. :27–28 Médicos que estavam aprisionados, e outros prisioneiros espanhóis que trabalhavam em depósitos de suprimentos médicos, contrabandeavam comida adicional para o campo. Entre 1943 e 1944 muitos prisioneiros gravemente doentes foram transportados de volta para Mauthausen. :30 Em junho de 1944 começaram a chegar prisioneiros judeus. A partir de 1945 milhares de prisioneiros de outros campos de concentração chegaram a Ebensee, principalmente judeus. Em 3 de março de 1945 mais de 2.000 prisioneiros judeus chegaram do subcampo de Gross-Rosen, em Wolfsberg. O comandante Anton Ganz os obrigou a permanecer do lado de fora dos barracões, expostos à nevascas, por quase dois dias, e centenas morreram da exaustão causada pelo transporte para o campo e pela exposição ao frio extremo. No mês de abril cerca de 4.500 prisioneiros morreram. Os crematórios do campo não tinham capacidade para cremar os corpos dos muitos mortos nos meses de março e abril, e Ganz ordenou que duas valas comuns secretas fossem abertas para despejar 2.167 cadáveres. :33 Em maio de 1945 havia 18.500 internos em Ebenesse.

## Libertação

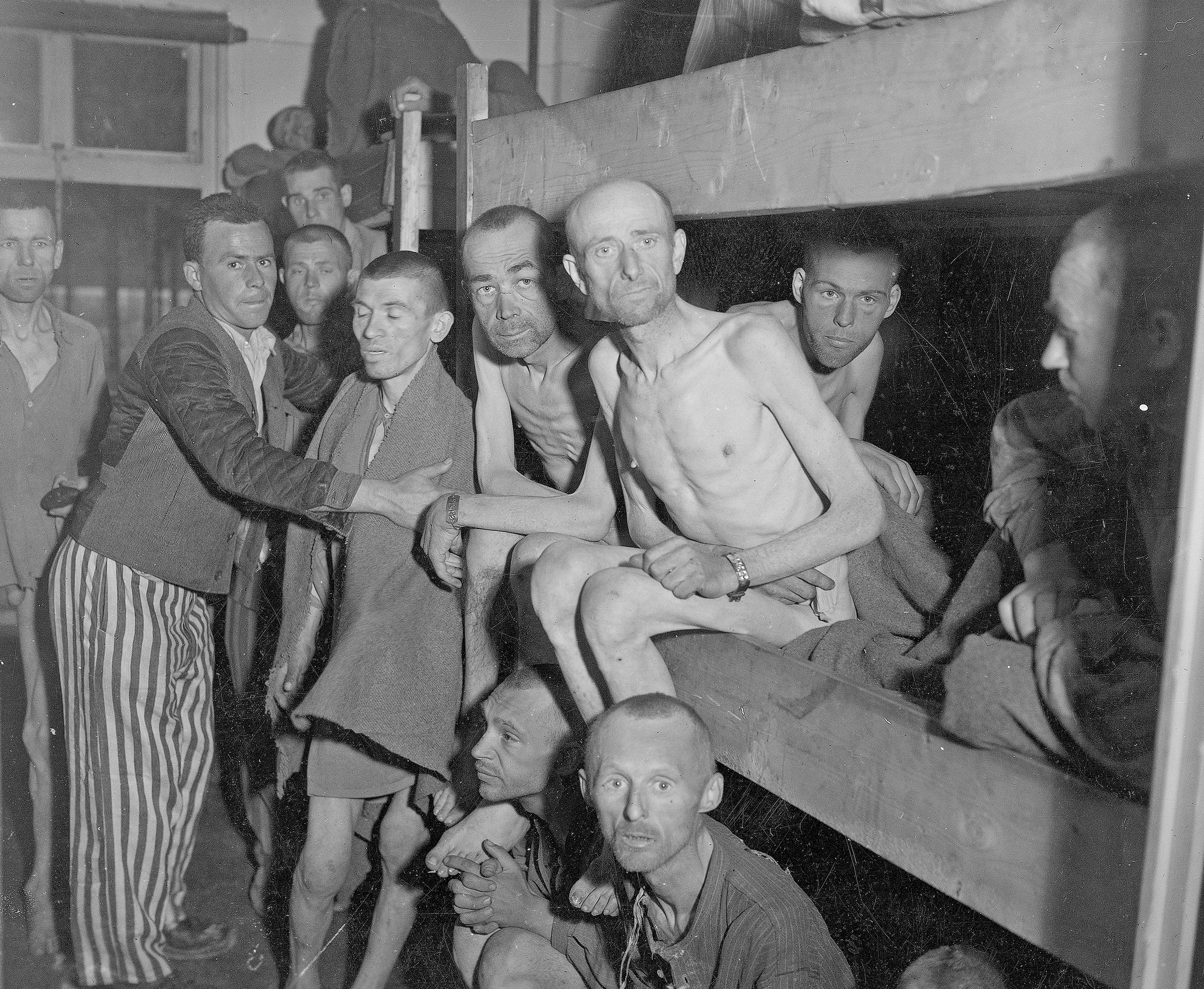
As tropas americanas da 80ª Divisão de Infantaria dos EUA encontraram os prisioneiros sobreviventes em Ebensee amontoados em quartéis superlotados e infestados de doenças.

Em maio de 1945 tiros à distância podiam ser ouvidos de dentro do campo, e havia uma sensação entre os prisioneiros de que as forças americanas e britânicas estavam se aproximando. Em 4 de maio de 1945 o comandante do campo disse aos prisioneiros que eles haviam sido vendidos aos americanos, e que deveriam buscar abrigo nos túneis para se proteger. Os prisioneiros se recusaram a entrar nos túneis, e permaneceram em seus barracões; horas depois, alguns túneis explodiram, supostamente devido à detonação de minas. Em 5 de maio de 1945 os prisioneiros descobriram, pela manhã, que as tropas da SS haviam desertado de Ebensee, e que apenas alemães idosos, armados com rifles, vigiavam o campo. Os prisioneiros reagiram e mataram 52 funcionários do campo que haviam colaborado com a SS. :41
As tropas americanas da 80ª Divisão de Infantaria chegaram ao acampamento em 6 de maio de 1945. Robert B. Persinger, um soldado do pelotão que libertou o campo, relatou que os prisioneiros pareciam estar morrendo de fome e mal estavam vestidos. Max Garcia, um prisioneiro que falava inglês, mostrou às tropas libertadoras as pilhas de corpos ao redor do crematório. As tropas americanas relataram que 300 prisioneiros morriam de fome todos os dias no campo. Eles requisitaram comida local e fizeram sopa para os prisioneiros, mas alguns morreram de síndrome da realimentação. Em 7 de maio o tenente-coronel Marshall Wallach, e o coronel James H. Polk, visitaram o campo e ordenaram que caminhões entregassem comida. O fotógrafo do Exército dos Estados Unidos, J. Malan Heslop, registrou imagens daquele dia.
O sobrevivente do Holocausto, e autor, Moshe Ha-Elion, recorda que, quando o campo foi libertado, os internos poloneses cantavam o hino polonês, os internos gregos cantavam o hino grego e os internos franceses cantavam La Marseillaise. Depois, os presidiários judeus cantavaram o Ha Tikvah. Após a libertação mais de 735 prisioneiros morreram, e 1.000 permaneceram em hospitais por um longo período de tempo. :46

## Após a Libertação

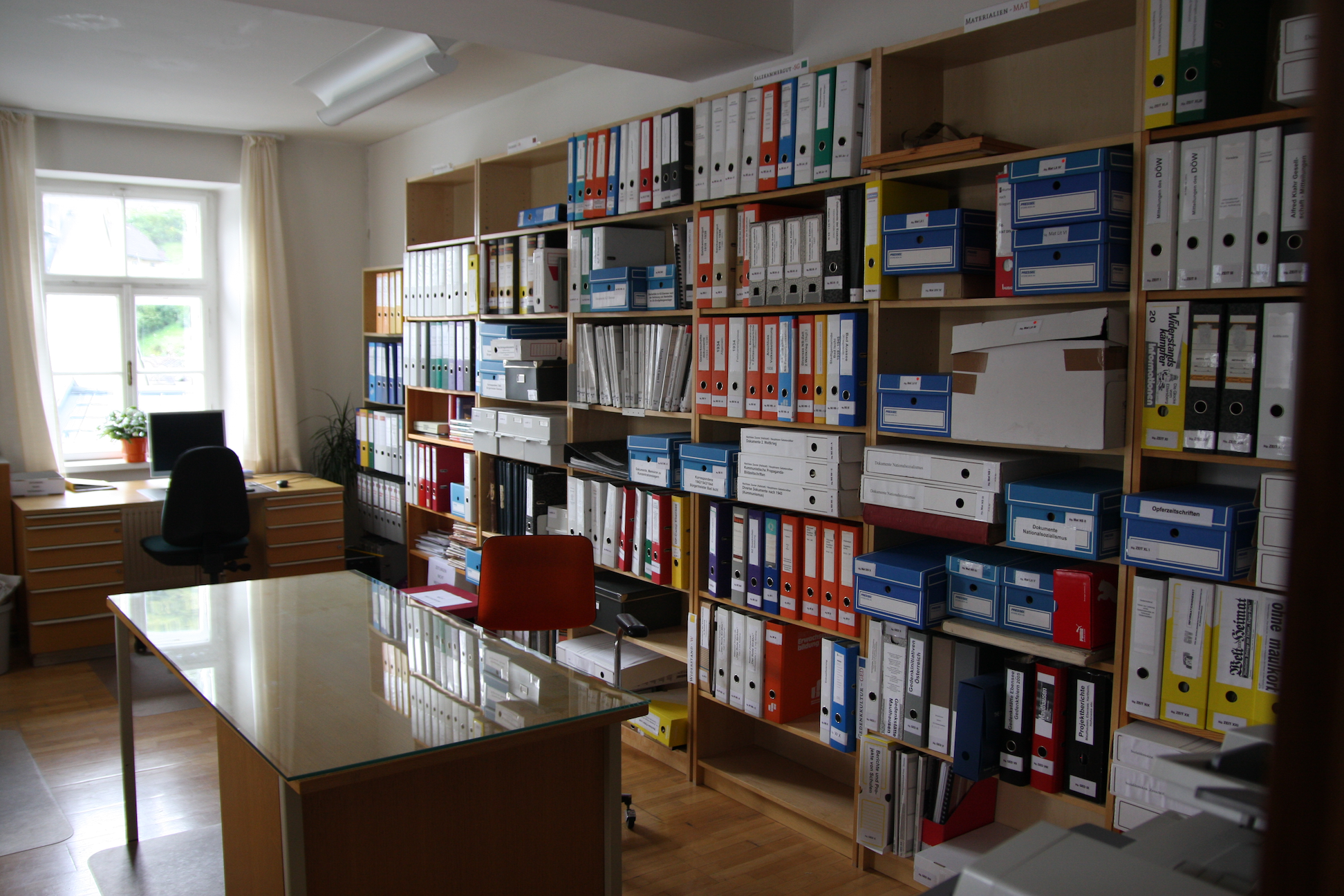
Sala de arquivo no Zeitgeschichte Museum und KZ-Gedenkstätte Ebensee, setembro de 2010.

Logo após a libertação os sobreviventes montaram um cemitério, fora do campo, para os prisioneiros que morreram no campo de Ebensee. Em 1952 o cemitério foi transferido para um local mais próximo de onde estava instalado o campo de concentração, e cerca de 4.000 vítimas estão enterradas lá. Em 1946 casas residenciais foram construídas no local do campo de concentração. Em 1994 o Museu da Resistência da Associação Ebensee criou um túnel memorial no local, onde, desde 1996, uma exibição sobre a história do campo é apresentada aos visitantes. Em 2001 o Museu de História Contemporânea de Ebensee passou a abrigar um arquivo com fotos e nomes dos prisioneiros do campo. Para muitos dos grandes subcampos, como Ebensee, a memorialidade é comparativamente pouca, com relação aos campos de concentração que os agrupavam.